# 海石一
海石一(ε Car / 船底座ε)是船底座的一颗恒星，视星等+1.86，是天空中最亮的恒星之一，但在北半球无法看见。

## 名稱
海石一有一个广为人知的、但非经典的名字：Avior，这个名字在20世纪30年代后期由英國航海星曆局（HM Nautical Almanac Office）为皇家空军发行的航空星曆中命名。在这本包含57个恒星的新航空星曆中，有2颗恒星没有经典的命名：海石一（船底座ε）和孔雀座α。但皇家空军坚持所有的恒星必须有专名，因此创造了两个新名称：孔雀座α被命名为孔雀，同时船底座ε被命名为Avior。

## 物理
海石一是一个双星系统，主星是一颗濒临死亡的橙巨星，光谱型K3III，伴星为一颗炽热的蓝矮星，光谱型B2V。两颗星有规则的互相掩食，导致0.1星等的光度变化。